# Przepiór perlisty
Przepiór perlisty (Cyrtonyx montezumae) – gatunek średniej wielkości ptaka z rodziny przepiórowatych (Odontophoridae), zamieszkujący Amerykę Północną. Nie jest zagrożony wyginięciem.

## Taksonomia
Takson ten jako pierwszy opisał naukowo w 1830 roku Nicholas Aylward Vigors, nadając mu nazwę Ortyx Montezumae. Obecnie gatunek umieszczany jest w rodzaju Cyrtonyx wraz z blisko spokrewnionym przepiórem maskowym (C. ocellatus). Międzynarodowy Komitet Ornitologiczny (IOC) wyróżnia 4 podgatunki: C. m. mearnsi, C. m. montezumae, C. m. rowleyi i C. m. sallei. Opisany w 1897 roku podgatunek merriami, znany z jednego okazu pochodzącego z góry Orizaba, IOC uznaje za wątpliwy i traktuje jako synonim C. m. montezumae. Takson sallei jest przez niektórych autorów (np. IUCN) traktowany jako odrębny gatunek.

## Występowanie

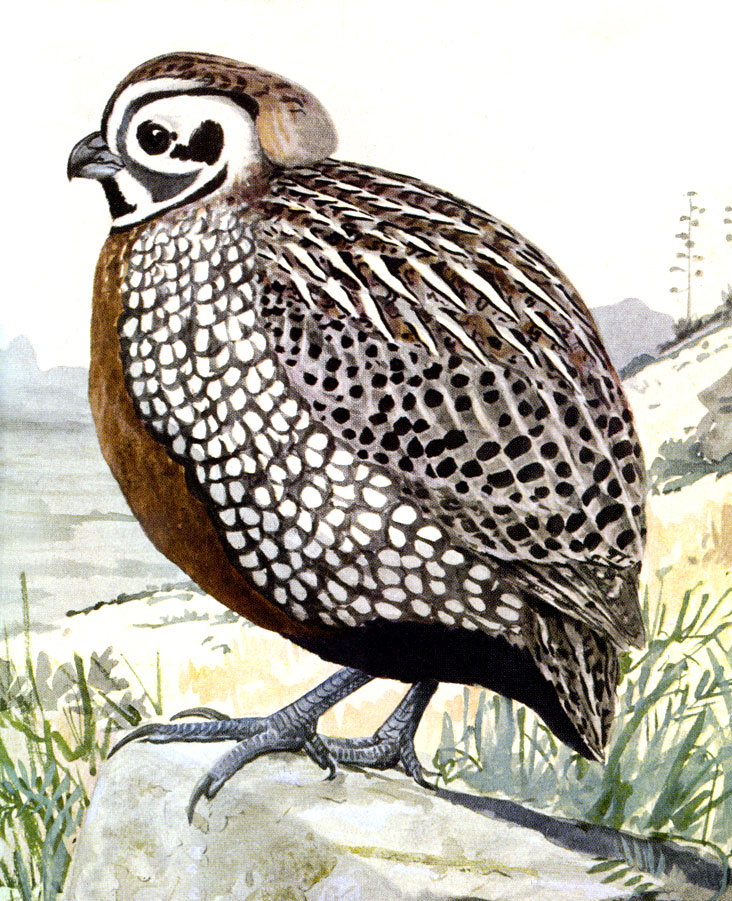
Samiec na grafice z książki Birds of New Mexico z 1928 roku

Przepiór perlisty występuje od południa USA (Nowy Meksyk, Arizona, Teksas) aż po południowy Meksyk. Nie migruje. Zasiedla łąki na skrajach lasów i zarośla, gdzie buduje gniazda.
Poszczególne podgatunki zamieszkują:
- C. m. mearnsi Nelson, 1900 – południowo-zachodnie i południowe USA oraz północny Meksyk
- C. m. montezumae (Vigors, 1830) – przepiór perlisty[4] – środkowy Meksyk
- C. m. rowleyi A.R. Phillips, 1966 – Oaxaca (południowy Meksyk)
- C. m. sallei J. Verreaux, 1859 – przepiór meksykański[4] – Michoacán i Guerrero (południowo-zachodni Meksyk)

## Morfologia

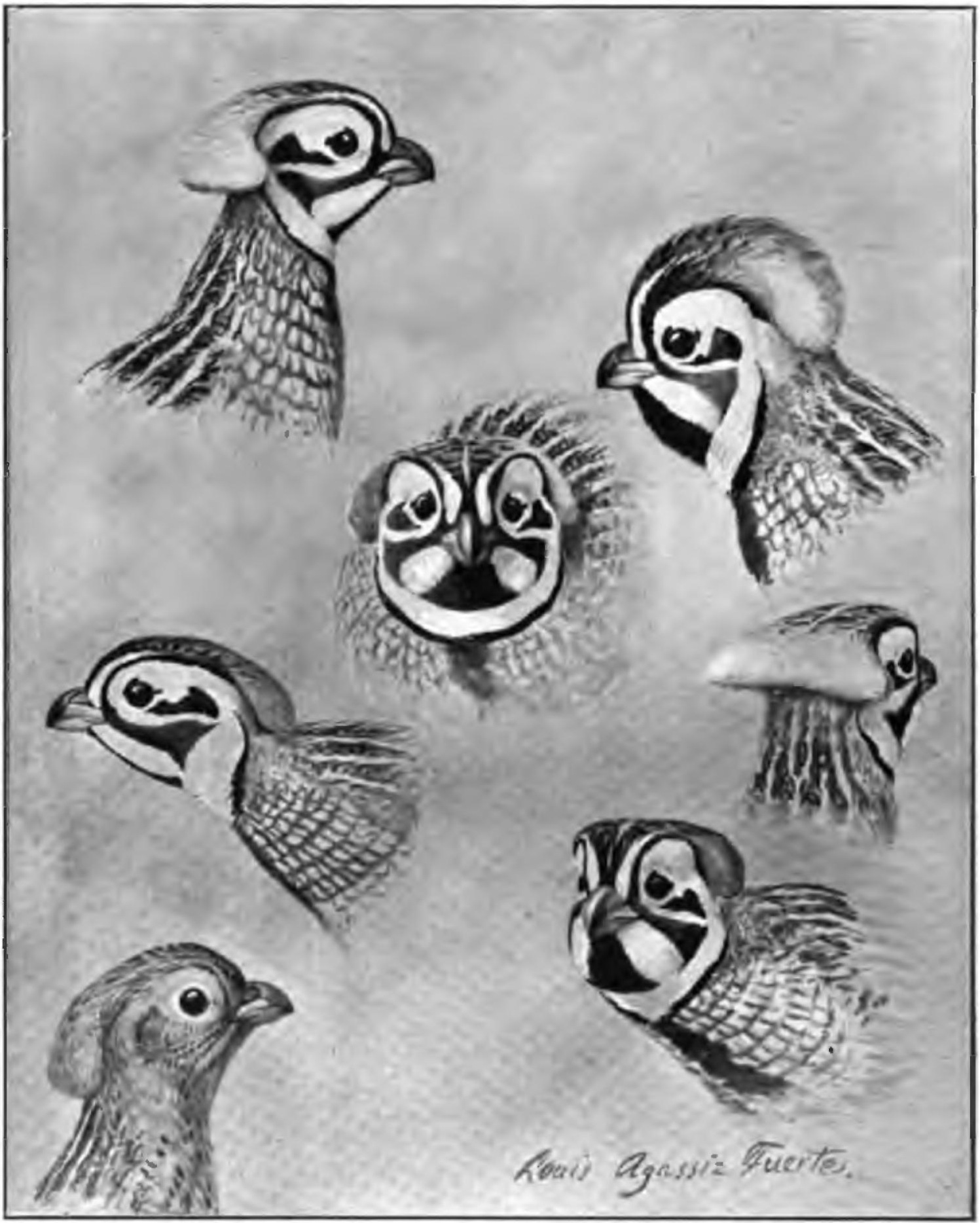
Samiec i jego rozkładany czubek, ilustracja Louisa Agassiza

Długość ciała 20–23 cm, rozpiętość skrzydeł 41–43 cm, masa ciała 122–230 g.
Samiec ma białą głowę z czarnymi paskami. Ma ponadto złotawy czubek, który może rozkładać. Plecy brązowe. Pierś kasztanowata, a jej boki srebrne z białymi groszkami. Zależy to jednak od podgatunku. Samica skromniej ubarwiona bez pasków na twarzy i jaśniejsza na plecach oraz bez czarnego bocznego paska w groszki.

## Ekologia i zachowanie
Zachowanie
Ten dość towarzyski ptak żyje w małych stadach liczących od 8 do 25 osobników. Jest skryty i trudny do zauważenia. Pomiędzy seriami biegania często kuca nieruchomo i staje się prawie niewidoczny. Rzadko lata, chyba że spłoszony z bliskiej odległości.
Pokarm
Jest wszystkożerny. Zjada bezkręgowce, nasiona, owoce i bulwy (w okresie suszy).
Odzew godowy
Samce przepióra perlistego wydają gwiżdżący odzew godowy, przypominający niektórym przylot statku kosmicznego.
Rozród
Są to zazwyczaj ptaki monogamiczne, choć w latach obfitego urodzaju samica może mieć dwóch partnerów, składa wtedy jaja do dwóch gniazd.
Para tworzy kopulaste gniazdo z traw, gdzie samica składa maksymalnie do 14 jaj z ciemnym plamkowaniem i wysiaduje je razem z samcem. Po 32 dniach wysiadywania jednodniowe pisklęta opuszczają gniazdo, stając się zagniazdownikami. Pozostają z rodzicami przez kilka miesięcy, czasem jeszcze przez zimę, po czym rozpraszają się.

## Status
Przepiór perlisty jest uznawany przez Międzynarodową Unię Ochrony Przyrody (IUCN) za gatunek najmniejszej troski (LC – Least Concern). Trend liczebności populacji uznaje się za stabilny. Od 2014 roku IUCN traktuje przepióra meksykańskiego (C. (m.) sallei) jako odrębny gatunek i zalicza go do kategorii NT (Near Threatened – bliski zagrożenia). BirdLife International uznaje trend liczebności tego taksonu za spadkowy ze względu na degradację siedlisk (nadmierny wypas zwierząt, wylesianie) i prawdopodobnie polowania. W 1994 roku szacowano, że liczebność przepióra perlistego (wraz z podgatunkiem sallei) może przekraczać 500 tysięcy osobników; w 2017 roku organizacja Partners in Flight szacowała liczebność populacji lęgowej na 1,5 miliona osobników.